# Ye Jiangchuan
Dans ce nom chinois, le nom de famille, Ye, précède le nom personnel.
Ye Jiangchuan (Sinogramme simplifié: 叶江川; Sinogramme traditionnel: 葉江川; Pinyin: Yè Jiāngchuān; né le 20 novembre, 1960 à Wuxi, Jiangsu) est un joueur d'échecs chinois, qui fut un des meilleurs joueurs chinois du jeu d'échecs occidental dans les années 1980 et 1990.

## Carrière

### Champion de Chine
Ye Jiangchuan apprit à jouer aux échecs lorsqu'il avait déjà 17 ans et à l'âge de 20 ans il devint champion de Chine. Il a gagné sept fois le championnat de Chine (en 1981, 1984, 1986, 1987, 1989, 1994 et 1996).
Ye fut en 1995 et 1999 vainqueur de la coupe Dato Tan Chin Nam et en 2001, covainqueur.
En 1993, Ye devient le 3e Chinois à obtenir le titre de grand maître international, après Ye Rongguang et Xie Jun.
Au classement de la Fédération internationale des échecs du 1er janvier 2000, il fut le premier joueur chinois à dépasser la barre des 2 600 points Elo.
Le plus haut classement mondial réalisé par Ye fut en octobre 2000 où il fut classé 17e mondial. Il a été fréquemment parmi les 25 premiers mondiaux de 2000 à 2004.
En avril 2003, il obtint son meilleur classement Elo de 2 684 points.

### Championnats du monde et coupes du monde
Il a atteint le 4e tour (huitièmes de finale) au championnat du monde de la Fédération internationale des échecs 2001-2002, où il fut éliminé par (0,5 - 1,5) par Vassili Ivantchouk. Il a aussi atteint le quart de finale en 2000 et 2002 de la Coupe du monde d'échecs.
| Année | Lieu                             | Résultat                            | Ultime adversaire                   | Adversaires battus                        |
| ----- | -------------------------------- | ----------------------------------- | ----------------------------------- | ----------------------------------------- |
| 1993  | Bienne                           | 21e-34e place au tournoi interzonal | 21e-34e place au tournoi interzonal | 21e-34e place au tournoi interzonal       |
| 2000  | Shenyang (coupe du monde)        | quart de finale                     | Boris Guelfand                      |                                           |
| 2001  | Moscou                           | quatrième tour (huitième de finale) | Vassili Ivantchouk                  | Alexeï Barsov, Lev Psakhis, Loek van Wely |
| 2002  | Hyderabad (coupe du monde)       | quart de finale                     | Rustam Qosimjonov                   |                                           |
| 2004  | Tripoli                          | troisième tour                      | Zoltán Almási                       | Carlos García Palermo Ni Hua              |
| 2005  | Khanty-Mansiïsk (coupe du monde) | premier tour                        | Xu Jun                              |                                           |

### Compétitions par équipe
Ye a représenté la Chine à dix olympiades d'échecs. Son meilleur résultat lors d'une Olympiade par équipe fut lors de l'Olympiade d'échecs de 1998 à Elista, où, tenant le premier échiquier : son équipe finit cinquième. Dans des championnats par équipe en Asie, il a été quatre fois membre de l'équipe gagnante.
Ye joue moins fréquemment depuis qu'il est devenu le principal entraîneur de l'équipe nationale de Chine (hommes et femmes) en 2000.

## Une partie
Ye Jiangchuan-Peter Svidler, Shanghai, 2001
1. e4 e5 2. Cf3 Cc6 3. d4 exd4 4. Fc4 Cf6 5. e5 d5 6. Fb5 Ce4 7. Cxd4 Fc5 8. Fe3 0-0!? Les Noirs sacrifient un pion pour maintenir le Roi blanc au centre, où ils espèrent qu'il sera une cible 9. Cxc6 bxc6 10. Fxc5 Cxc5 11. Fxc6 Tb8 12. Dxd5 De7 13. 0-0 Txb2 14. Cc3! Fa6 15. Tfc1 (15. Tfd1! Txc2 16. Dd4 menaçant Cd5) 15...Td8 16. Df3 Dxe5 17. Fd5 Df6 18. De3! Les Blancs, avec raison, évitent l'échange des Dames et gagnent un tempo pour jouer Fb3 18...Ce6 19. Fb3 Cd4 20. Te1! h6 21. Cd5 Dh4 22. Tad1 c5? (22...Txb3 23. Ce7+ Rf8 24. cxb3 Ce2+ 25. Dxe2 Fxe2 26. Txd8+ Rxe7 27. Td2) 23. Ce7+ Rh7 24. Fxf7 Td6 (24...Tb6) 25. Cf5! Ce2+ 26. Rh1 Txd1 27. Fg6+! Maintenant, quand le Cavalier blanc prendra la Reine, il le fera sur échec, ce qui donnera aux Blancs le temps de prendre la Tour qui menaçait le mat du couloir 1-0.